# Couverture nuageuse centrale dense

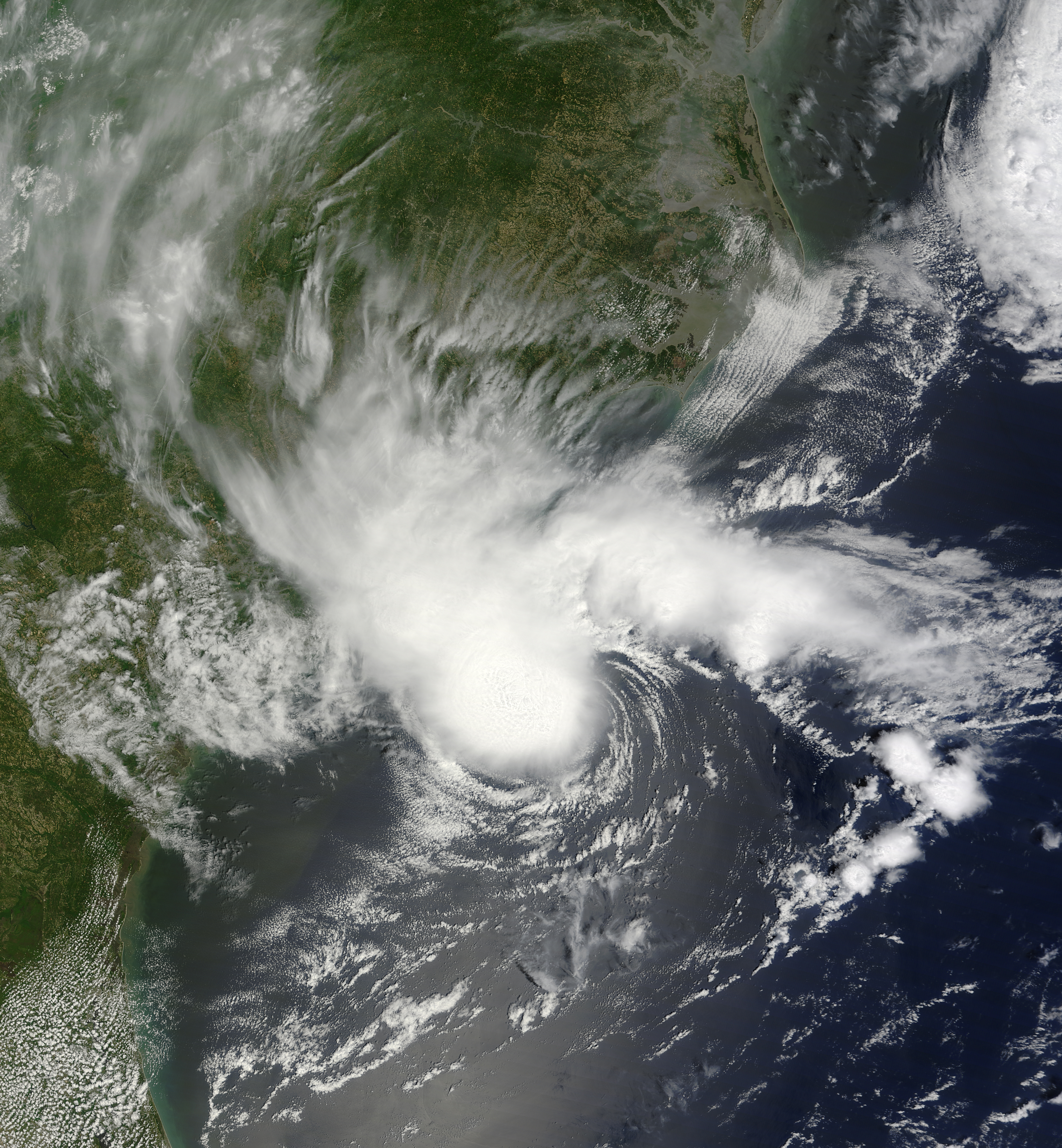
Tempête tropicale Alberto (2012) avec sa petite couverture nuageuse centrale dense.

La couverture nuageuse centrale dense correspond à la région centrale d'un cyclone tropical vue comme une zone brillante à partir d'un satellite. Elle est liée à la zone orageuse du mur de l'œil. Cette couverture nuageuse peut être circulaire, ovale, ou avoir n'importe quelle forme. Quand le cyclone atteint la force d'un ouragan, un œil apparaît au centre de la couverture nuageuse centrale.

## Caractéristiques

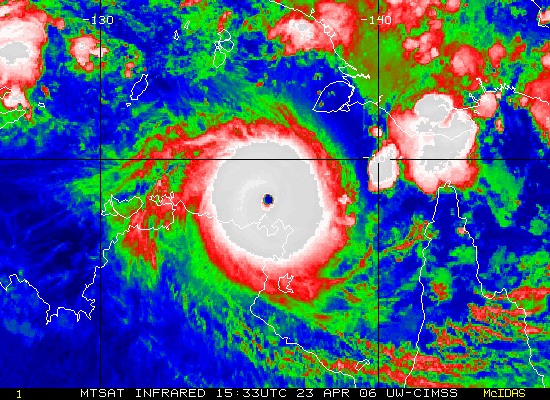
Cyclone tropical de l'hémisphère sud Monica avec une couverture nuageuse centrale dense autour de son œil.

La couverture nuageuse centrale dense est une zone étendue d'orages entourant le centre d'un cyclone tropical ou subtropical. Dans une image satellitaire, elle est identifiée par une zone brillante où les sommets des nuages sont les plus froids,,.
La couche nuageuse est liée au développement du mur de l'œil.
Son développement peut être précédé par la formation d'une bande convective étroite et dense. Au début de sa formation, la couverture nuageuse a une forme ovale ou anguleuse.
Ensuite elle s'arrondit et s'étend au fur et à mesure que le cyclone gagne en intensité.
Les couvertures nuageuses tendent à voir une forme plus circulaire lorsque le cisaillement des vents est faible
Les vents les plus forts tendent à se trouver dans les zones où la convection est la plus profonde qui est identifiée en imagerie satellitaire par les sommets de nuages les plus froids
qui correspondent aux zones de précipitations maximales.
En ce qui concernant les cyclones tropicaux pleinement développés, il n' y a pratiquement aucune activité électrique tandis que les éclairs tendent à être plus abondants dans les cyclones tropicaux dont l'intensité fluctue ou au sein de cyclones de faible intensité.

## Œil
L'œil est une région de temps calme au centre de cyclones tropicaux violents. Cet œil est approximativement de forme circulaire de 30 à 65 km de diamètre. Il est entouré par le mur de l´œil qui est constitué de cumulonimbus (ou de tours convectives). La pression atmosphérique la plus basse se trouve au centre de l'œil et peut être abaissée de 15 % par rapport à la pression atmosphérique à l'extérieur du cyclone.
Pour des cyclones tropicaux de moindre intensité, l'œil peut être recouvert de cirrus provenant de l'étalement de la couverture nuageuse centrale dense.

## Outil d'évaluation de l'intensité d'un cyclone tropical

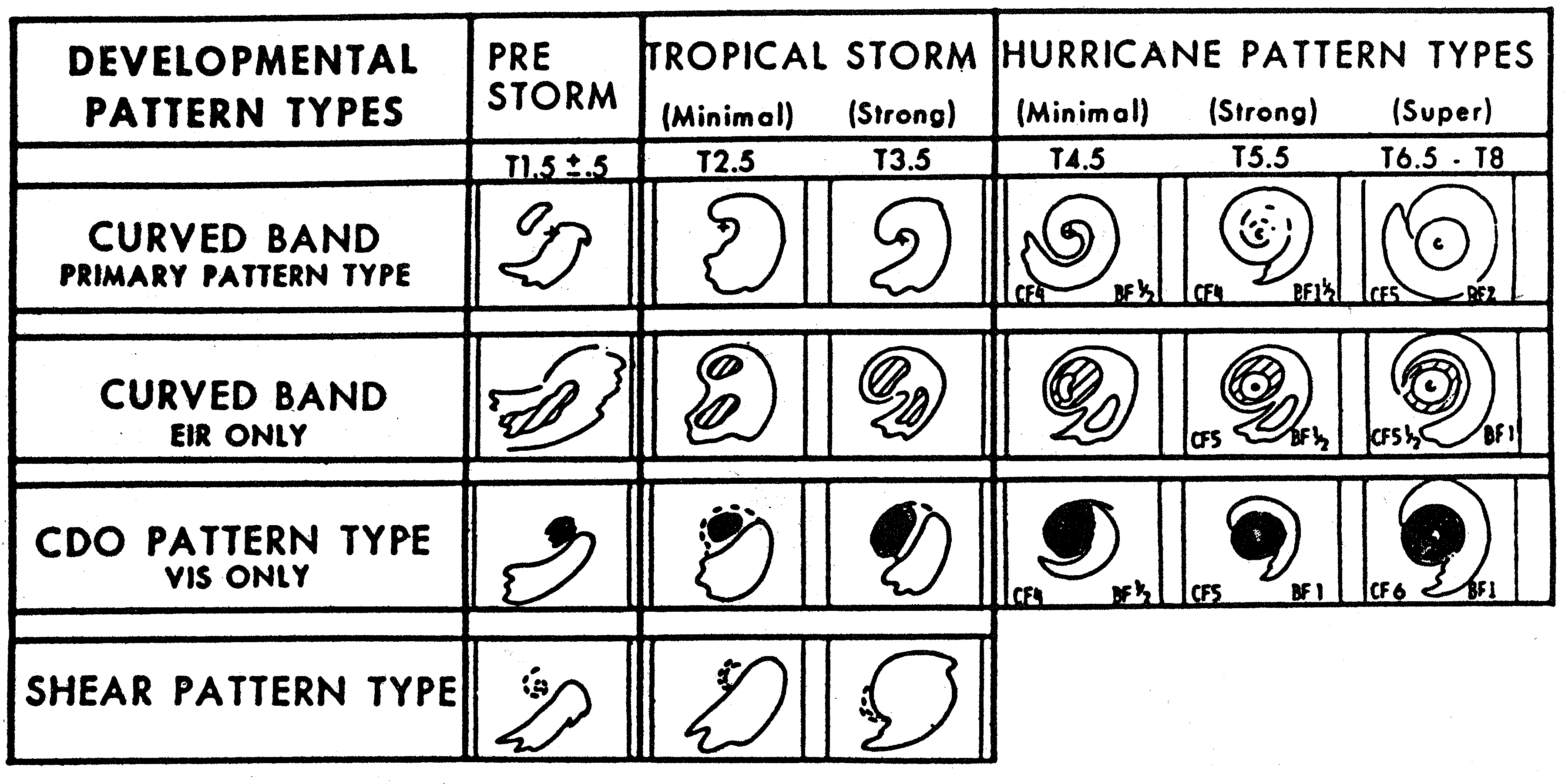
Formes habituelles observées au cours du développement d'un cyclone tropical et l'intensité associée (variable de Dvorak T).

En utilisant la technique de Dvorak pour estimer la force d'un cyclone tropical, plusieurs paramètres concernant les images satellitaires entrent en ligne de compte. La forme de la couverture nuageuse centrale dense est l'un des paramètres. L'étendue de cette couverture nuageuse est un autre paramètre. La force du cyclone est définie par une variable T sans dimension définie de manière arbitraire à partir de planches de calibration. La valeur la plus basse dudit paramètre T est 2.5 correspondant à un cyclone tropical d'intensité minimale avec des vents de 65 km/h. La détermination du centre est basée sur un modèle de spirale logarithmique de 10 degrés des bandes nuageuses.
L'identification du centre du cyclone est basée sur l'exploitation des images satellitaires dans le domaine des micro-ondes dans la bande de fréquences 85-92 GHz.
Les cyclones tropicaux dont les vents linéaires sont compris entre 100 km/h et 160 km/h peuvent avoir leur centre caché par les nuages dans le domaine de la lumière visible ou des infra-rouges ce qui rend difficile l'évaluation de leur force.
La force des vents peut cependant être estimée par l'évaluation en continu des images prises toutes les minutes par des satellites géostationnaires contrairement aux autres images qui ne sont prises que toutes les demi-heures.